# U-577
U-577 – niemiecki okręt podwodny (U-Boot) typu VII C z okresu II wojny światowej. Okręt wszedł do służby w 1941 roku. Jedynym dowódcą był Kptlt. Herbert Schauenburg.

## Historia
Wcielony do 7. Flotylli U-Bootów celem szkolenia załogi, od października 1941 roku w 7. Flotylli, a od 1 stycznia 1942 roku w 29. Flotylli jako jednostka bojowa.
Okręt odbył trzy patrole bojowe na północnym Atlantyku i Morzu Śródziemnym, podczas których nie zatopił żadnej jednostki przeciwnika.
U-577 został zatopiony 15 stycznia 1942 roku na Morzu Śródziemnym na północny zachód od portu Marsa Matruh (Egipt) trafiony bombami głębinowymi samolotu Fairey Swordfish z 815. Dywizjonu FAA. Zginęła cała, 43-osobowa załoga U-Boota.